# Fuchsia corymbiflora
Espèce
Fuchsia corymbiflora est une espèce de plantes à fleurs de la famille des Onagraceae. C'est un arbuste endémique du Pérou. Elle a été introduite au Jardins botaniques royaux de Kew en 1840.

## Description
C'est un arbuste aux feuilles caduques, d’une hauteur pouvant atteindre environ 4 m, aux tiges droites ou retombantes. Les jeunes rameaux sont rouges ou rouges pourpre.
Les feuilles, portées sur un pétiole long de 0,5 à 2 cm, sont opposées, parfois en verticilles (c’est-à-dire insérées sur le même nœud) de trois, oblongues–lancéolées, légèrement veloutées, longues de 6 à 15 cm et larges de 3 à 6 cm, d’une couleur d’un vert intense en partie supérieure, plus claire en partie basse, avec des bords légèrement dentés et un apex pointu.
Les inflorescences sont terminales, en forme de corymbes pendants ou arqués avec un rachis (axe de l’inflorescence) long de 2 à 8 cm. Les fleurs, simples,ont des bractées lancéolées longues de 0,5 à 1,5 cm, un calice infundibuliforme rose à rouge vif, mince à la base, long de 4 à 7 cm et large à l’apex d’environ 0,6 cm, 4 sépales oblongs-lancéolés longs d’environ 1,5 cm et larges de 0,5 cm et 4 pétales oblongs de couleur plus foncée que les sépales, d’environ 1,5 cm de long et de 0,5 cm de large.
Les fruits sont des baies sous-globuleuses rouges longues d’environ 1 cm. Elles contiennent de nombreuses graines longues d’environ 2 mm. On reproduit cette plante en semant ses graines, qui doivent être fraîches car elles ont une capacité de germination de durée limitée, en surface, dans un terreau sableux, riche en substances organiques et maintenu constamment humide à la température de 20 à 22 °C. (la germination a lieu au bout de 1 à 2 mois) ou par bouturage, en été, ou bien par division des drageons radicaux.
Fuchsia corymbiflora  est souvent confondue avec F. boliviana, à laquelle elle ressemble beaucoup. La distinction la plus visible est que les sépales de F. boliviana s'étalent d'abord à l'anthèse mais se replient bientôt complètement contre le tube. Les sépales de F. corymbiflora, par contre, s'étalent à l'anthèse mais restent dans une position plus angulaire. Ils ne se replient pas complètement.

## Étymologie
Fuchsia est nommé d'après Leonhart Fuchs (1501-66), un botaniste de la Renaissance et professeur à Tübingen. Le terme "Corymbiflora" signifie "dont les fleurs sont en forme de corymbes)".

## Systématique
Le nom correct complet (avec auteur) de ce taxon est Fuchsia corymbiflora Ruiz & Pav..
Fuchsia corymbiflora a pour synonymes :
- Fuchsia corymbiflora var. alba Harrison
- Fuchsia corymbiflora var. virginalis Dean
- Fuchsia corymbosa Pritz.
- Fuchsia munzii J.F.Macbr.
- Fuchsia velutina I.M.Johnst.